# Záhřebská župa
Záhřebská župa (chorvatsky Zagrebačka županija) je jedna z chorvatských žup. Žije zde 317 642 obyvatel. Největší město župy je Velika Gorica, avšak jejím správním střediskem je Záhřeb.

## Charakter župy
Župa se nachází v okolí hlavního města Chorvatska, Záhřebu. Stejně jako většina žup na severu Chorvatska, i tato patří k těm menším. Na západě hraničí se Slovinskem, na východě s mnohými dalšími oblastmi. Její území tvoří většinou údolí řeky Sávy a rovina Moslavina a Turopolje. Celá oblast profituje z blízkosti hlavního města; mnoho průmyslových závodů a nově se rozrůstajících satelitních měst se nachází právě zde, mimo Záhřeb.

## Města
- Dugo Selo
- Ivanić Grad
- Jastrebarsko
- Samobor
- Sveta Nedelja
- Sveti Ivan Zelina
- Velika Gorica
- Vrbovec
- Zaprešić